# 30e sessie van de Commissie voor het Werelderfgoed

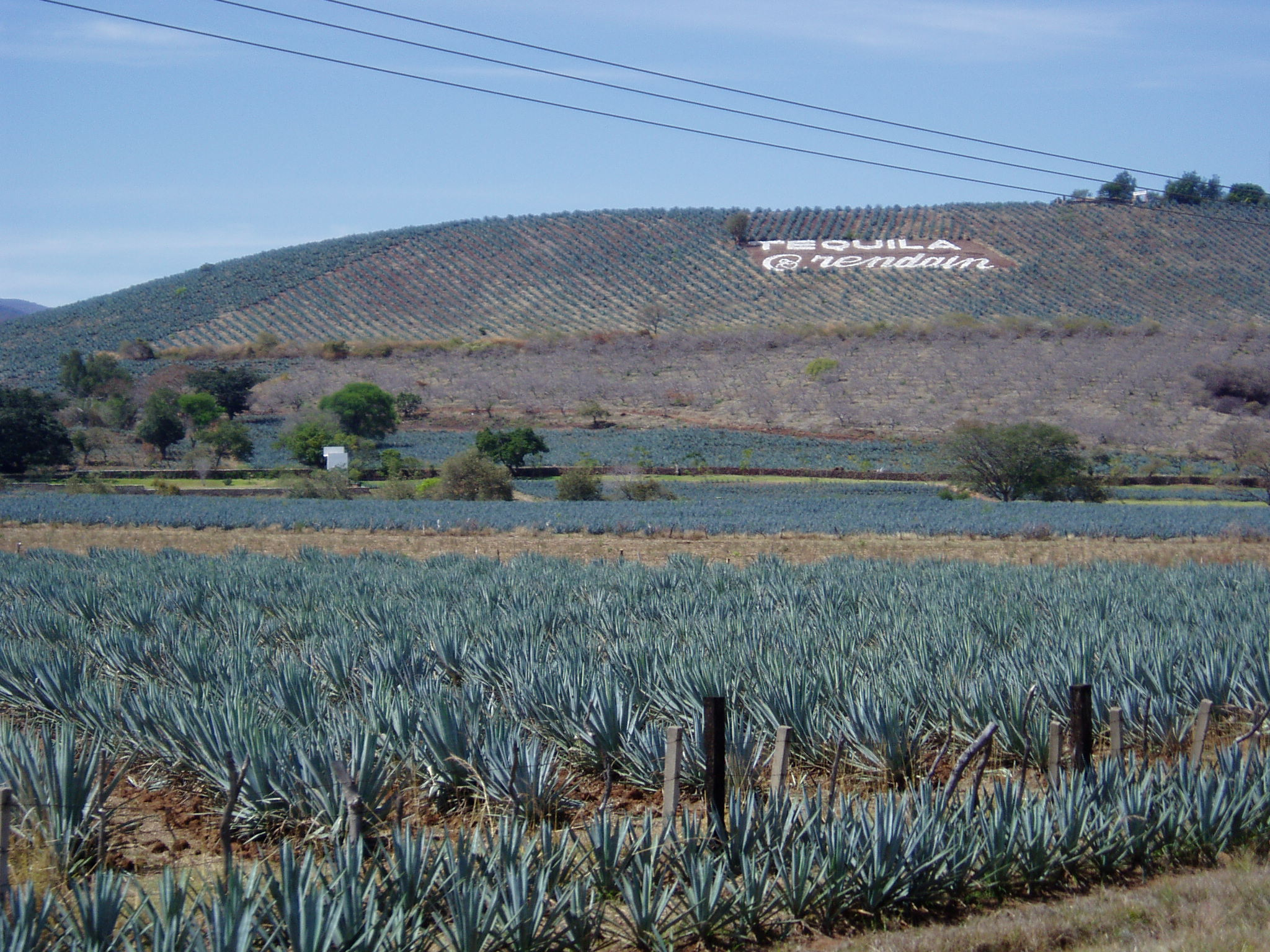
Agavelandschap en oude industriële faciliteiten van Tequila in Mexico

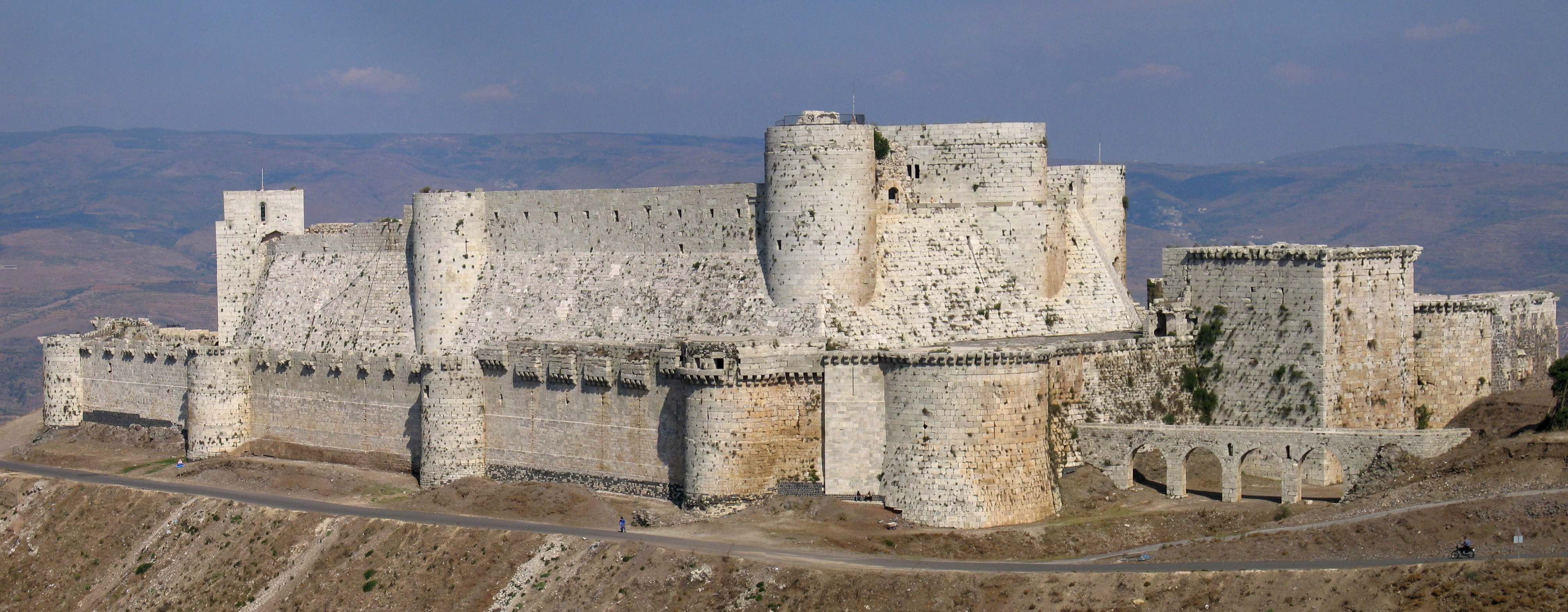
Krak des Chevaliers in Syrië

De 30e sessie van de Commissie voor het Werelderfgoed vond van 8 tot 16 juli 2006 plaats in Vilnius in Litouwen.
Er werd besloten over 37 mogelijke nieuwe werelderfgoederen. Hiervan zijn 7 nominaties op het laatste moment door de betreffende landen ingetrokken en 12 door de Commissie (al dan niet voorlopig) afgewezen. 18 nieuwe monumenten kregen de felbegeerde status, waarmee het aantal beschermde sites op de Werelderfgoedlijst komt op 830.
Tijdens deze sessie werd de Nieuw-Zeelander Tumu Te Heuheu als nieuwe voorzitter van de Commissie gekozen.

## Nieuwe werelderfgoederen
| Land                | Plaats                                                             | Cultuur/Natuur |
| ------------------- | ------------------------------------------------------------------ | -------------- |
| Chili               | De 100 jaar oude mijnstad Sewell                                   | C              |
| China               | Yin Xu                                                             | C              |
| China               | Reservaten van de reuzenpanda in Sichuan                           | N              |
| Colombia            | Reservaat Malpelo                                                  | N              |
| Duitsland           | Historisch centrum van Regensburg, inclusief Stadtamhof in Beieren | C              |
| Ethiopië            | Harar                                                              | C              |
| Gambia, Senegal     | Steencirkels van Senegambia                                        | C              |
| Iran                | Behistuninscriptie                                                 | C              |
| Italië              | Le Strade Nuove en de Palazzi dei Rolli in Genua                   | C              |
| Malawi              | Rotskunst van Chongoni                                             | C              |
| Mauritius           | Aapravasi Ghat                                                     | C              |
| Mexico              | Agavelandschap en oude industriële faciliteiten van Tequila        | C              |
| Oman                | Vijf aflaj-irrigatiesystemen                                       | C              |
| Polen               | Hala Ludowa in Wrocław                                             | C              |
| Spanje              | De Vizcayabrug nabij Bilbao                                        | C              |
| Syrië               | Krak des Chevaliers en Qa'lat Salah el-Din                         | C              |
| Tanzania            | Prehistorische rotsschilderingen van                               | C              |
| Verenigd Koninkrijk | Mijnlandschap van Cornwall en West Devon                           | C              |

## Gewijzigde werelderfgoederen
| Land             | Werelderfgoed                                                                            | Wijziging                     |
| ---------------- | ---------------------------------------------------------------------------------------- | ----------------------------- |
| Andorra          | Madriu-Claror-Perafitavallei                                                             | kleine grenswijzigingen       |
| Bahrein          | Qal'at al-Bahrein – Oude haven en hoofdstad van Dilmun                                   | naamswijziging                |
| Canada           | SGang Gwaay (Anthony Island)                                                             | naamswijziging                |
| Canada           | Historisch District van Oud Quebec                                                       | naamswijziging                |
| Frankrijk        | Calanches de Piana, Golf van Girolata, Scandola Reservaat                                | naamswijziging                |
| Frankrijk        | Abdijkerk van Saint-Savin-sur-Gartempe                                                   | naamswijziging                |
| Frankrijk        | Prehistorische plaatsen en gedecoreerde grotten in de Vézèrevallei                       | naamswijziging                |
| Frankrijk        | Historisch centrum van Avignon: pauselijk paleis, episcopaal complex en brug van Avignon | naamswijziging                |
| Frankrijk        | Arles, Romeinse en romaanse monumenten                                                   | naamswijziging                |
| Macedonië        | Natuur- en cultuurerfgoed van de regio Ohrid                                             | naamswijziging                |
| Nepal            | De Kathmandu-vallei                                                                      | kleine grenswijzigingen       |
| Noorwegen        | Mijnstad Røros                                                                           | naamswijziging                |
| Noorwegen        | Rotskunst van Alta                                                                       | naamswijziging                |
| Slowakije        | Historische stad Banská Štiavnica en technische monumenten in de omgeving                | naamswijziging                |
| Turkije          | Hattusha: hoofdstad van de Hettieten                                                     | naamswijziging                |
| Verenigde Staten | Nationaal park Mesa Verde                                                                | naamswijziging                |
| Verenigde Staten | Nationaal park Yellowstone                                                               | naamswijziging                |
| Verenigde Staten | La Fortaleza en San Juan National Historic Site in Puerto Rico                           | naamswijziging                |
| Verenigde Staten | Chaco Culture                                                                            | naamswijziging                |
| Servië           | Middeleeuwse monumenten in Kosovo                                                        | uitbreiding en naamswijziging |
| Zweden/Finland   | Hoge Kust / Kvarkenarchipel                                                              | uitbreiding                   |

## Ingetrokken en afgewezen nominaties
| Land                | Nominatie | Status        |
| ------------------- | --- | ------------- |
| Azerbeidzjan        | Hirkanbossen van Azerbeidzjan                                                                                   | Uitgesteld    |
| Bolivia             | Incallajta: de fundamentele rots van de Inca macht in de Collasuyo                                              | Uitgesteld    |
| Bulgarije           | Oud Plovdiv | Ingetrokken   |
| Burkina Faso        | Ruïnes van Loropéni                                                                                             | Terugverwezen |
| Colombia            | Natinonaal natuurpark Gorgona                                                                                   | Uitgesteld    |
| Cyprus              | Agios Sozomenos kerk, Galata en Agios Mamas kerk, Louvaras (uitbreiding op “Beschilderde kerken in de Troodos”) | Ingetrokken   |
| Estland             | Baltic Klint | Ingetrokken   |
| Frankrijk           | Causses en Cevennen                                                                                             | Terugverwezen |
| Gabon               | Ecosysteem en cultuurlandschap van Lopé-Okanda                                                                  | Terugverwezen |
| India               | Rivier eiland Majuli                                                                                            | Terugverwezen |
| Israël              | Great Rift Valley Migration Flyway, de Hula vallei                                                              | Uitgesteld    |
| Israël              | Tel Dan – De poort met drievoudige bogen                                                                        | Ingetrokken   |
| Indonesië, Maleisië | Regenwoud van Borneo                                                                                            | Uitgesteld    |
| Marokko             | Toubkal | Afgewezen     |
| Malawi              | Nationaal Park Nyika                                                                                            | Ingetrokken   |
| Oostenrijk          | Uitbreiding van Graz met Schloss Eggenberg                                                                      | Uitgesteld    |
| Portugal            | Marvão | Ingetrokken   |
| Spanje              | Fossiele dinosauriërvoetsporen op het Iberische schiereiland                                                    | Uitgesteld    |
| Tsjechië            | Renaissance huizen in Slavonice                                                                                 | Ingetrokken   |

## Mutatieslijst van het Bedreigde Werelderfgoed
| Land      | Werelderfgoed                     | Status     |
| --------- | --------------------------------- | ---------- |
| Algerije  | Tipasa                            | verwijderd |
| Duitsland | Dom van Keulen                    | verwijderd |
| Duitsland | Vallei van de Elbe bij Dresden    | nieuw      |
| India     | Monumentengroep bij Hampi         | verwijderd |
| Senegal   | Nationaal vogelreservaat Djoudj   | verwijderd |
| Servië    | Middeleeuwse monumenten in Kosovo | nieuw      |
| Tunesië   | Ichkeul                           | verwijderd |

1977 · 
1978 · 
1979 · 
1980 · 
1981 · 
1982 · 
1983 · 
1984 · 
1985 · 
1986 · 
1987 · 
1988 · 
1989 · 
1990 · 
1991 · 
1992 · 
1993 · 
1994 · 
1995 · 
1996 · 
1997 · 
1998 · 
1999 · 
2000 · 
2001 · 
2002 · 
2003 · 
2004 · 
2005 · 
2006 · 
2007 · 
2008 · 
2009 · 
2010 · 
2011 · 
2012 · 
2013 · 
2014 · 
2015 · 
2016 · 
2017 · 
2018 · 
2019 · 
2020-2021 ·
2022-2023 ·
2024 ·
2025